# 2A42

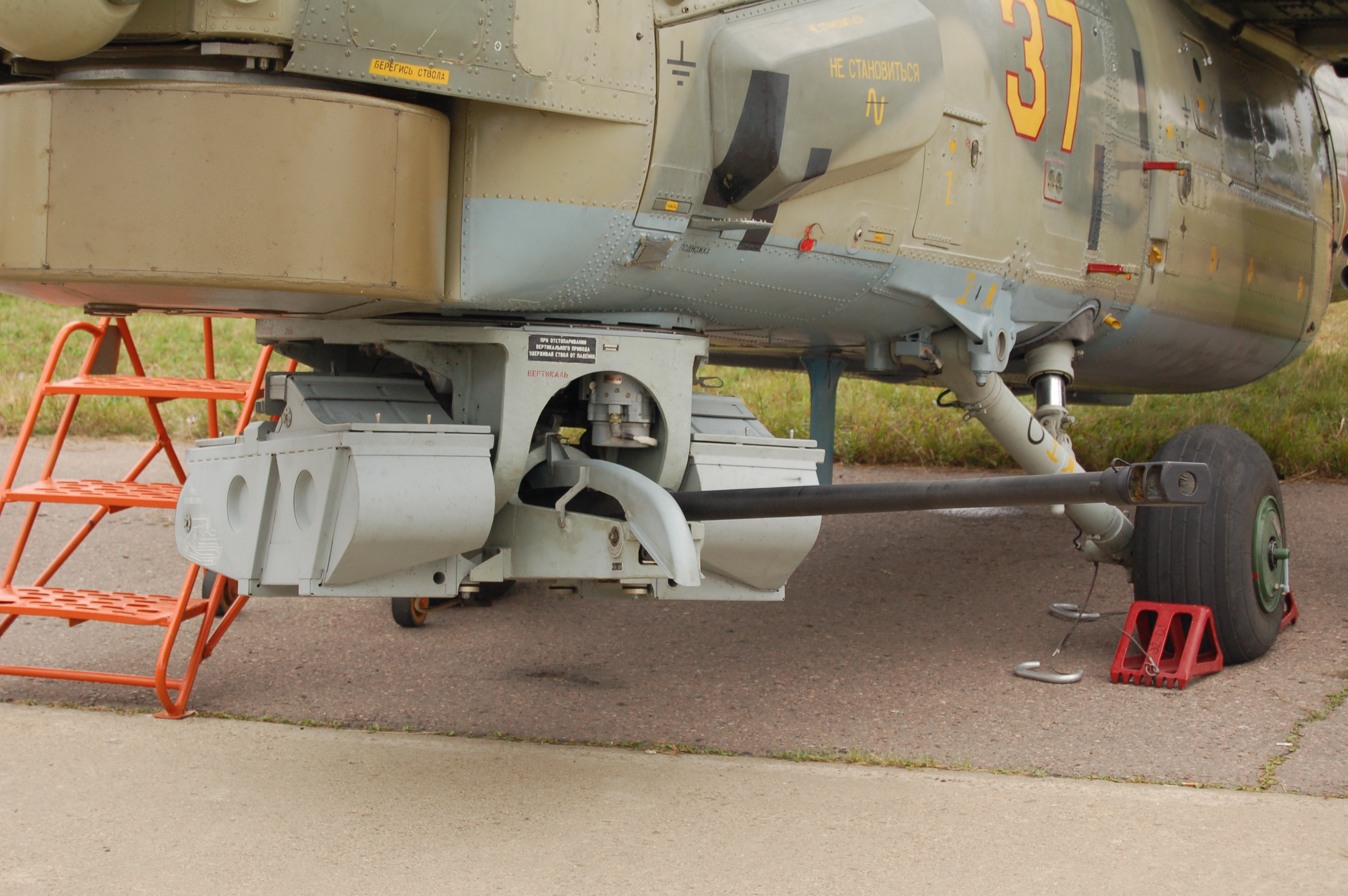
Mi-28N ハボックの機首下部に搭載された2A42

2A42は、ソビエト連邦のトゥーラ機械製造設計局（現：KBP社）にて1970年代より開発が開始された口径30mmの機関砲である。
1980年代に採用されたBMP-2に搭載され始めたのを皮切りにBMD-2、BTR-90、Mi-28 ハボックなどに搭載され、現在では発展型の2A72とともにロシア連邦軍の主力機関砲として活躍している。

## 概要
2A42は、主に徹甲弾をメインとして榴弾などの多種の砲弾を砲手が任意のタイミングで切替可能なデュアルフィード設計が施されている。また、毎分連射速度も200-300発/分の低速モードと550-800発/分の高速モードの2種類を砲手が任意のタイミングで切替可能である。
作動方式はガス圧利用式となっており、設計は保守的な反面、排莢は本体左側の排莢口から外に吐き出される前方排莢機構が採用され、狭い砲塔内でもスペースを圧迫しない設計となっている。公表されている性能としては、軽装甲車両ならば1,500mまで、ヘリコプターなどの対空目標ならば2,000mまで、無装甲の地上目標ならば4,000mまで対応可能となっている。
本来は有人式の砲塔に搭載して使用することを前提に開発されたものではあるものの、構造がシンプルであるため、無人のターレットと組み合わせて運用することも可能となっている。

## 弾薬
寸法は30×165mmとなっていて、2K22M ツングースカや96K6 パーンツィリ-S1に採用されている2A38の使用弾薬と同サイズではあるものの、雷管の種類が2A72や2A42の通常撃発用とは異なる電気撃発用のため、互換性はない。

## 搭載兵器
装甲戦闘車両
- BMP-2
- BMD-2
- BMD-3
- BTR-80A
- BTR-82A
- T-15
- BTR-90
- BTR-T
- BMP-T
- B-11
- K-17
- ファハド280-30

航空機
- Mi-28 ハヴォック
- Ka-50 ホーカム
- Ka-52 ホーカムB